# U.S. Men's Clay Court Championships 1977
L'U.S. Men's Clay Court Championships 1977 è stato un torneo di tennis giocato sulla terra. È stata la 67ª edizione del U.S. Men's Clay Court Championships, che fa parte del Colgate-Palmolive Grand Prix 1977. Si è giocato a Indianapolis negli Stati Uniti dall'8 al 14 agosto 1977.

## Partecipanti

### Teste di serie
| Nazionalità | Giocatore         | Ranking | Testa di serie |
| ----------- | ----------------- | ------- | -------------- |
| Stati Uniti | Jimmy Connors     | 1       | 1              |
| Spagna      | Manuel Orantes    | 6       | 2              |
| Stati Uniti | Eddie Dibbs       | 10      | 3              |
| Stati Uniti | Dick Stockton     | 11      | 4              |
| Polonia     | Wojciech Fibak    | 12      | 5              |
| Stati Uniti | Harold Solomon    | 13      | 6              |
| Australia   | Phil Dent         | 23      | 7              |
| Cile        | Jaime Fillol      | 26      | 8              |
| Regno Unito | Buster C Mottram  | 29      | 9              |
| Croazia     | Željko Franulović | 33      | 10             |
| Australia   | Dick Crealy       | 36      | 11             |
| Ungheria    | Balázs Taróczy    | 37      | 12             |
| Stati Uniti | Bill Scanlon      | 40      | 13             |
| Australia   | Mark Edmondson    | 49      | 14             |
| Stati Uniti | Hank Pfister      | 55      | 15             |
| Stati Uniti | Brian Teacher     | 68      | 16             |

### Altri partecipanti
I seguenti giocatori sono passati dalle qualificazioni:

- Tim Wilkison
- Woody Blocher
- Charlie Fancutt
- Bernard Fritz
- Christophe Roger Vasselin
- Brad Drewett
- Bruce Nichols
- Christopher Sylvan

## Campioni

### Singolare
Manuel Orantes ha battuto in finale  Jimmy Connors con il punteggio di 6–1, 6–3

### Doppio
Patricio Cornejo /  Jaime Fillol hanno battuto in finale  Dick Crealy /  Cliff Letcher con il punteggio di 6–7, 6–4, 6–3